# 抵制日货

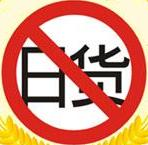
抵制日货的标志

抵制日货是經濟抵制的一種，目標為由日本所持有或及生產的商品。歷史上很多國家和地区都曾經出現過抵制日貨的呼籲或者行動，當中包括中國大陸、香港、臺灣、韓國以及美國等等。最近一次大型抵制是2012年中国反日示威活动。

## 中國大陸抵制日貨的歷史

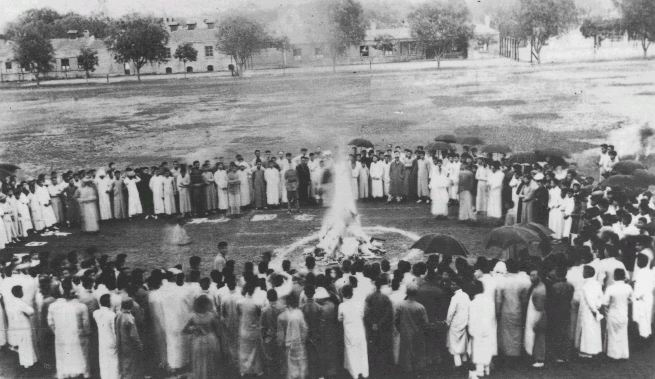
1919年5月五四运动爆发后，清华大学师生焚烧日货

### 1908年廣州反日抵制運動
1908年，澳门发生二辰丸案，广东民众号召抵制日货，这是中国近代第一次抵制日货浪潮。

### 日本提出二十一条时
1915年日本對中國提出二十一條時，中國民間已曾經出現抵制日貨的行動。

### 五四运动之後
1919年因為中國無法收回山東權益而引發的五四運動，中國的學生及知識分子提出了抵制日貨的號召，獲得工商界和民間的廣泛支持。部分地方商會議決「與日本斷絕工商關係」，民間罷買日貨，工人拒絕到日資工廠上班，學生更出動檢查是否有人在使用、販賣日貨。
1927年國民黨北伐期間，日本曾出兵山東，製造濟南慘案。國民政府為此亦一度號召全國民眾「對日本進行經濟絕交」。之後至抗日戰爭爆發前出現的多次民間抗日運動，都有抵制日貨的呼籲。

### 二战后
第二次世界大戰結束以後，在華人社區多次因為日本歷史教科書問題以及中日釣魚台主權爭議，在民間引發零星「抵制日貨」的號召。

### 日本提出“加入聯合國常任理事國”时
2005年，中國国內发起了抵制日货的行动。大陆主流媒体对于抵制日货的问题的评价基本上持肯定态度。中国大陆官方和民间在对待日本的一系列问题上都有着极为协调一致的思想和行动。
不过，中国外交部对于抵制日货的态度和民间既有一致也有部分不同，对于抵制日货亦有这样评价：中日之间的经贸合作在过去的数十年中发展很快，给中日两国人民带来了实在的利益。我们不希望中日之间的经贸问题政治化，为此希望日本各界在历史问题上能采取正确的态度。对于抵制的原因解释为：实际上这也是我们一直关心的问题。中日关系，特别是政治关系，目前出现了一些不正常的情况。日方不能正确对待历史问题是中日间很多问题的症结。
亦有評論質疑抵制日貨除了精神勝利以外的實際成效。他们认为，在外國曾經出現過的成功經濟杯葛運動，例如1940年代印度甘地呼籲杯葛英國紡織品，都是建基在有替用品的情況。上世紀初中國民間提出「與日本經濟絕交」時，中國向日本入口的主要是簡單的輕工產品。這些產品在中國都並非沒有替代品，而且往往正是日本貨跟中國本土出產競爭。到了二十一世紀，中日以至世界貿易模式已完全改變，日本對中國輸出最大部分的是高科技產品、原料、技術等等。這些產品不少在中國，以至全世界都是沒有適合的替代品。此外，日本亦向中國投入为數不少的資金及技術，聘用中國勞工生產日本品牌的產品，之後再轉銷日本和全球。因此有人认为抵制日货无异是在抵制中国本身的经济生产。
支持抵制日货的一方则认为：
1. 每一个人都有不选择购买某种商品的权利。
2. 抵制日货并支持国货将创造更多工作机会，特别是创新型工作，而减少的只是最低端的工作。
3. 抵制日货并支持国货将有利中国科技的发展，因为外方对核心技术通常保留。
4. 抵制日货并支持国货将有利经济向高端转型。

### 2012年暴動

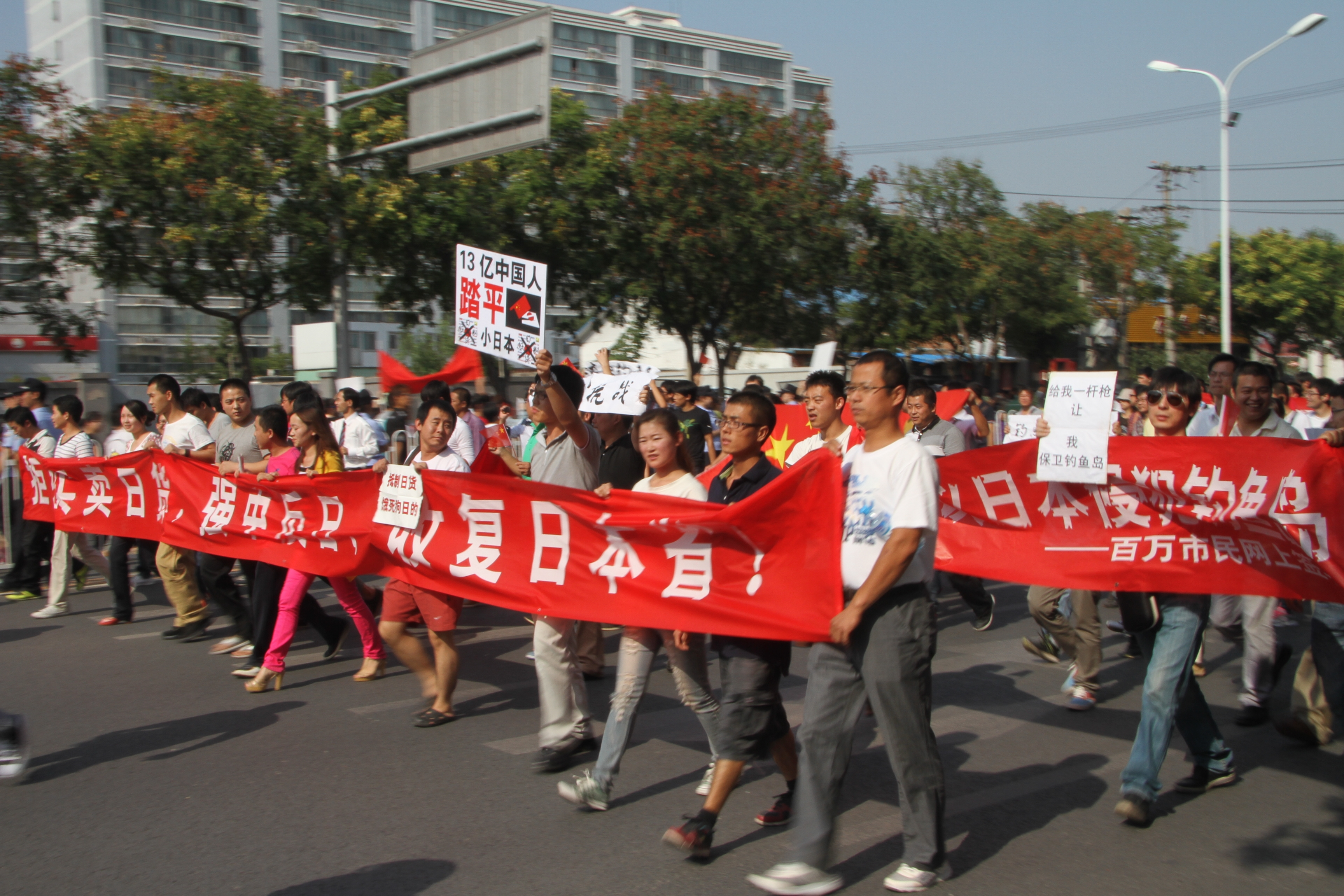
白色标语「抵制日货，饿死狗日的」。

因钓鱼岛国有化發生2012年中國反日示威暴動，出现了打砸日系车、日系店铺、日产仓库的事件。

### 2023年因日本排放核污水杯葛日本產品
2023年8月24日，日本正式向太平洋排放核污水，中國大陸政府宣布禁止進口日本水產品，而民眾亦對日產化妝品進行抵制。

## 台灣抵制日貨的歷史

### 日本與中華人民共和國建交
台灣曾在1972年9月日本即將與中华人民共和国实现邦交正常化前夕由一群學生在台北市區發動過一次抗議北京與東京建交的抵制日貨的行動，並且在中山堂兩次焚燒日本商品。

### 聯合號漁船釣魚台事件
2008年6月10日凌晨，此事件發生後，有台灣網友表明將抵制日貨以示抗議。台灣媒體分析在於日系商品品質高和實用性強，再加上台灣人的消費習慣已經離不開日貨，導致要全面抵制日貨有困難。之後此議也無疾而終。

## 美國抵制日貨的歷史
日本車與日本電器在美國大受歡迎後曾被白人優越主義者針對性打擊。

## 韓國抵制日貨的歷史

### 對日強徵勞工的爭議判決
2019年日本對韓採取出口限制措施後開始出現抵制浪潮，韓國放送廣告振興公社12日發布與抵制日貨運動相關的8月消費者形態調查結果，顯示目前參加抵制日貨運動的回答者佔比75%，女性佔比78%，男性佔比72%， 50歲年齡段的人參加率最高，20歲年齡段最低。2019年，優衣庫在韓國的銷量大降30%，韓國進口的日本啤酒同比驟減94.8%，菸草下降4成。進口汽車日本從百分之20大降至7，儘管當地的受日企僱用的韓國人以及業者也遭受波及損失，但更重要的是韓國科技原材料已經找到替代品，使得日本在一個月後就陸續恢復了部分原材料的供應。
一年後日經新聞認為，日商在遊戲、玩具、動漫、釣具、運動品牌明顯是日本獨霸，且日本料理和啤酒等日用品也受到歡迎，日本產品某些市場上有足夠吸引力，故在韓國人「選擇性抵制」的情況下，對韓國外銷前景仍具有信心。